# Súdán na Letních olympijských hrách 2008
Súdán se účastnil Letní olympiády 2008. Zastupovalo ho 9 sportovců (5 mužů a 4 ženy) v 2 sportech.

## Medailisté
| Medaile | Jméno               | Sport    | Soutěž            |
| ------- | ------------------- | -------- | ----------------- |
| Stříbro | Ismail Ahmed Ismail | Atletika | Muži běh na 800 m |